# Aghaichata Guichene Atta
Aghaichata Guichene Atta est ministre de l'Artisanat et du Tourisme du Niger, née le 8 septembre 1994. Femme politique nigérienne, elle a été nommée à ce poste en août 2023 et se consacre au développement du secteur touristique et de l'artisanat du pays,,,,.

## Passé
Titulaire d'un Master 2 en droit des affaires obtenu au Maroc, elle a commencé sa carrière en tant que juriste avant de se spécialiser en gestion des ressources humaines et logistique.
Avant sa nomination ministérielle, elle a occupé des postes stratégiques, notamment en tant que responsable des ressources humaines et juridiques chez Babati Petroleum Services à Niamey, où elle a supervisé le développement des politiques RH et la gestion des contrats.